# Кутейниковское сельское поселение (Чертковский район)
Кутейниковское сельское поселение — муниципальное образование в Чертковском районе Ростовской области.
Административный центр поселения — село Кутейниково.

## Административное устройство
В состав Кутейниковского сельского поселения входят:
- село Кутейниково;
- хутор Веселовский;
- хутор Виноградовский;
- хутор Маньковский;
- хутор Марьево-Камышенский;
- слобода Семено-Камышенская;
- хутор Сидоровский.

## Население
| 2010  | 2012  | 2013  | 2014  | 2015  | 2016  | 2017  |
| ----- | ----- | ----- | ----- | ----- | ----- | ----- |
| 1451  | ↘1424 | ↘1381 | ↘1319 | ↘1282 | ↘1265 | ↘1223 |
| 2018  | 2019  | 2020  | 2021  |       |       |       |
| ↘1205 | ↘1177 | ↗1185 | →1185 |       |       |       |